# Arqueta amatòria del Monestir de Bellpuig de les Avellanes
L'Arqueta amatòria del Monestir de Bellpuig de les Avellanes és una arqueta de pastillatge procedent del monestir de Bellpuig de les Avellanes que va ser adquirida en subhasta pel Departament de Cultura de la Generalitat de Catalunya, i que ha estat dipositada al Museu de Lleida un cop restaurada. L'arqueta, de fusta policromada i que data de principis del segle xv, havia embolcallat la relíquia de la Santa Sandàlia, una de les més importants de les terres de Lleida.

## Història

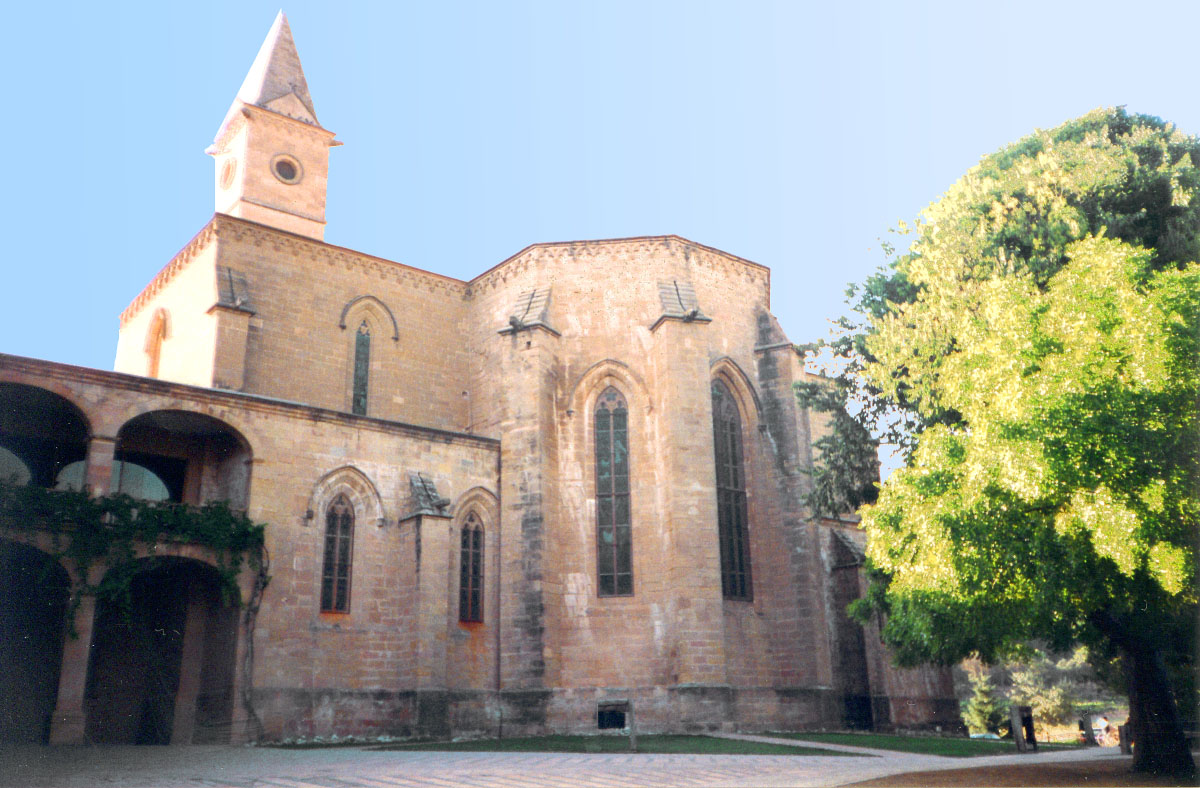
Monestir de Bellpuig de les Avellanes

Aquesta arqueta és, molt probablement, la mateixa que va descriure el canonge Jaume Caresmar, cap al 1770, al monestir de Bellpuig de les Avellanes. La descripció parlava d'una arqueta de pastillatge que custodiava un dels tresors més preuats del monestir: la relíquia (desapareguda durant la Guerra Civil Espanyola) de la Santa Sandàlia de la Mare de Déu. Aquesta relíquia va ser durant molts anys una de les més importants venerades en territori lleidatà, juntament amb el Sant Drap, antigament custodiat a la Catedral de Lleida. I en cas de no haver desaparegut, estaríem davant d'una de les relíquies marianes més rellevants de Catalunya. La descripció de Caresmar parlava, a més, del detall de les lletres que hi havia a les planxes de llautó dels angles, que el propi canonge va dibuixar, i que és el que permet associar l'arqueta adquirida per la Generalitat amb la descrita. Si no hagués estat pel dibuix d'aquestes lletres efectuat per Caresmar, la identificació no hauria estat possible. L'arqueta va sortir a subhasta el mes de maig de 2015 i va ser adquirida per la Generalitat de Catalunya.
L'adquisició d'aquesta arqueta i el seu dipòsit al Museu de Lleida que complementa la seva col·lecció d'arts decoratives d'època medieval. El Museu de Lleida conserva entre els seus fons tres arquetes amb aquestes característiques: una procedent de Buira, al Pallars Jussà, que es pot veure a l'exposició permanent; una altra procedent de la vila de Sant Adrià, al terme de Gurp de la Conca, avui agregat al municipi de Tremp; i una tercera, sense la qualitat de les anteriors i de la qual es desconeix la procedència. Aquestes dos últimes, es troben a la reserva del museu. Les tres arquetes presenten unes característiques comunes que les fan conformar un grup unitari i fàcilment identificable: morfologia gairebé idèntica i amb tapa bombada; un mateix treball de guix, amb recobriment daurat i policromia en determinades zones; unes figures representades que sempre responen als preceptes del gòtic internacional; els motius iconogràfics i decoratius, que normalment són de temàtica profana vinculada a l'amor cortès; o les planxes de llautó per protegir els cantells i la roba de lli blava de l'interior.

### Procés de restauració
Abans de presentar-se públicament, l'arqueta va estar sotmesa a un procés de restauració al taller del Museu de Lleida, que va anar a càrrec de la conservadora-restauradora Núria Gilart. L'objecte ja havia estat restaurat en diferents èpoques i en diverses ocasions, ja que s'hi van trobar intervencions seguint criteris diferents i utilitzant diversos materials per a una mateixa finalitat. El procés va consistir en l'eliminació d'una part dels materials aliens a l'objecte; en l'aplicació d'un producte desinfectant i alhora preventiu; en la consolidació i estabilització del suport; en la fixació i consolidació de les diferents capes de preparació i de la policromia; i en la reintegració cromàtica d'algunes parts amb criteri arqueològic, que consisteix a aplicar tonalitats neutres.

## Descripció
Es tracta d'una arqueta de fusta de forma rectangular, amb la tapa lleugerament bombada. Està decorada amb estuc en baix relleu daurat, amb delicats motius punxonats. La policromia es conserva parcialment. La decoració consisteix en figures humanes, motius vegetals i animals. L'arqueta presenta als cantells del buc planxes de llautó repussades amb decoracions articulades a partir d'inscripcions amb lletra gòtica. L'interior és revestit amb un teixit de lli blau decorat amb estels.

## Autoria
Es tracta d'un treball barceloní de principis del segle xv, de cap a 1400-1425. L'obra es correspon amb d'altres executades en aquell temps a Barcelona, de les quals es conserven una cinquantena a tot el món. Les arquetes s'han associat al treball d'un taller barceloní que les comercialitzava com a arquetes amatòries que el nuvi regalava a la núvia en el moment del casament. Per ser objectes preuats, algunes d'aquestes arquetes van ser donades pels seus propietaris a les esglésies, on van ser reaprofitades com a receptacles de relíquies.